# 바실레 타를레브

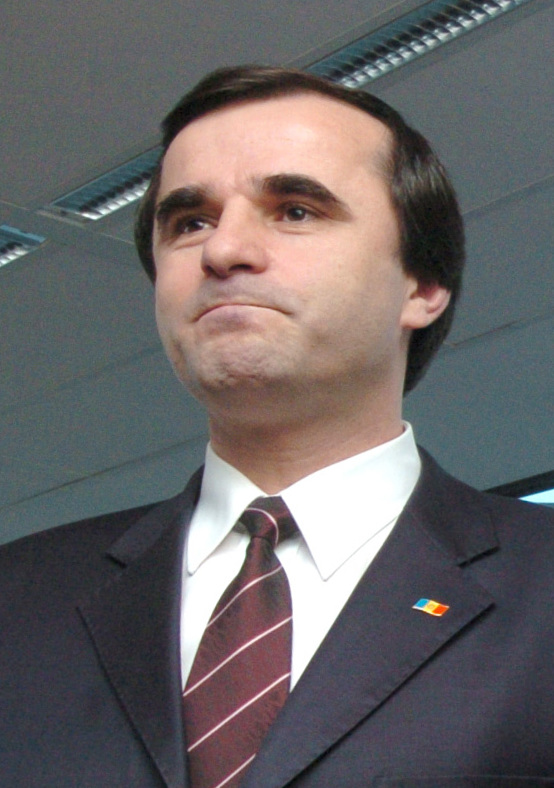

바실레 타를레브(루마니아어: Vasile Tarlev, 1963년 10월 6일~)는 몰도바의 정치인으로 2001년 5월 19일부터 2008년 3월 31일까지 몰도바에서 총리를 지냈다.
| 전임 두미트루 브러기시 | 제6대 몰도바의 총리 2001년 5월 19일 ~ 2008년 3월 31일 | 후임 지나이다 그레체아느이 |